# 50 groszy wzór 1990
50 groszy wzór 1990 – moneta pięćdziesięciogroszowa, wprowadzona do obiegu w dniu denominacji z 1 stycznia 1995 r., zarządzeniem z 29 listopada 1994 r. Została zastąpiona pięćdziesięciogroszówką wzór 2017 o zmodyfikowanym wzorze awersu.
Pięćdziesięciogroszówkę wzór 1990 bito w latach 1990–2016.

## Awers
W centralnym punkcie umieszczono godło – orła w koronie, pod łapą orła, z prawej strony, znak mennicy – litery M W, poniżej rok bicia, dookoła napis: „RZECZPOSPOLITA POLSKA”.

## Rewers
Na tej stronie znajdują się cyfry nominału 50, pod nimi napis: „GROSZY”, półkoliście z lewej strony otoczone gałązką wieńca.

## Nakład
Monetę bito w miedzioniklu MN25 na krążku o średnicy 20,5 mm, masie 3,94 grama, z rantem ząbkowanym, według projektów:
- Stanisławy Wątróbskiej-Frindt (awers) oraz
- Ewy Tyc-Karpińskiej (rewers),

w Mennicy Państwowej / Mennicy Polskiej S.A.
Nakłady monety w poszczególnych latach przedstawiały się następująco:
| Lp. | Rocznik | Mennica             | Nakład (sztuk) |
| --- | ------- | ------------------- | -------------- |
| 1   | 1990    | Mennica Państwowa   | 29 152 000     |
| 2   | 1991    | Mennica Państwowa   | 99 120 000     |
| 3   | 1992    | Mennica Państwowa   | 116 000 000    |
| 4   | 1995    | Mennica Państwowa   | 101 600 113    |
| 5   | 2008    | Mennica Polska S.A. | 13 000 000     |
| 6   | 2009    | Mennica Polska S.A. | 57 000 000     |
| 7   | 2010    | Mennica Polska S.A. | 12 000 000     |
| 8   | 2011    | Mennica Polska S.A. | 10 000 000     |
| 9   | 2012    | Mennica Polska S.A. | 12 000 000     |
| 10  | 2013    | Mennica Polska S.A. | 30 000 000     |
| 11  | 2014    | Mennica Polska S.A. | 28 400 000     |
| 12  | 2015    | Mennica Polska S.A. | 44 010 000     |
| 13  | 2016    | Mennica Polska S.A. | 28 980 000     |

## Opis
W 2005 r. Mennica Polska, z okazji 10 lat w obiegu, wyemitowała zestawy kwadratowych klip okolicznościowych, w skład których wchodził również numizmat przedstawiający w centralnej części po obu stronach rysunki awersu i rewersu pięćdziesięciogroszówki wzór 1990. Na awersie w miejscu cyfr określających rok bicia umieszczono napis „1995–2005”. Numizmaty te powstały na metalicznych kwadratach o wymiarach 32 × 32 mm w czterech wersjach:
- w miedzioniklu (tak samo jak w przypadku monety wprowadzonej do obiegu) – masa 16,9 grama, nakład 5000 sztuk,
- w miedzi – masa 16,5 grama, nakład 2000 sztuk,
- w srebrze Ag925 – masa 20,81 grama, nakład 1000 sztuk,
- w złocie Au900 – masa 34 gramów, nakład 50 sztuk.

Ponieważ emitentem zestawów okolicznościowych była Mennica Polska, a nie Narodowy Bank Polski numizmaty te nie są monetami w dosłownym tego słowa znaczeniu. Mimo to, w niektórych polskich katalogach wymieniane są na równi z monetami obiegowymi.

## Wersje próbne
Istnieje wersja tej monety należąca do serii próbnych w niklu z roku 1990, z wypukłym napisem PRÓBA, wybita w nakładzie 500 sztuk oraz wersja próbna technologiczna, z 1995 r., w miedzioniklu, z wypukłym napisem PRÓBA, w nieznanym nakładzie.